# قاعدة بيانات على النت
قاعدة البيانات على النت أو قاعدة البيانات الإنترنتية هي قاعدة بيانات يمكن الوصول إليها من الشبكة المحلية أو من الإنترنت، مقارنة بقاعدة بيانات مخزنة على كمبيوتر فردي أو على تخزين محلي مرفقة (مثل الاسطوانات المدمجة). يتم تخزين قواعد البيانات الانترنتية على مواقع "البرمجيات كخدمة" كمنتج يمكن الوصول إليها عبر متصفح الويب. قد تكون مجانية أو قد تتطلب رسوم اشتراك، مثل اشتراك شهري. توفر هذه المواقع بعض الميزات المحسنة مثل التحرير التضافري الإشعارات بواسطة البريد الإلكتروني.

## التسمية
قاعدة البيانات الإنترنتية هي تعريب للمصطلح Online database الإنجليزي. ويمكن ترجمة نفس المصطلح الإنجليزي بتعبير «قاعدة بيانات على الإنترنت» كما هو متفق عليه بترجمة القوقل. كما هي موازية لمصطلح «قاعدة البيانات السحابية» (Cloud Database).

## للاستزادة
- إدارة علاقات العملاء
- قائمة محركات البحث